# Jean-François Gillet
Jean-François Gillet (* 31. května 1979, Lutych, Belgie) je belgický fotbalový brankář a reprezentant, momentálně hráč italského klubu Calcio Catania na hostování v KV Mechelen. Zkušený brankář, jenž je považován za experta na chytání pokutových kopů. V Itálii se mu díky rychlým reflexům přezdívá „kočka z Lutychu“.

## Klubová kariéra
Z belgického klubu Standard Lutych, v němž fotbalově vyrůstal a za nějž odchytal 3 ligová utkání, se v roce 1999 přesunul do Itálie do mužstva AC Monza hrajícího Serii B. Následující sezónu přišel přestup do AS Bari působícího v Serii A. Zde působil až do sezóny 2010/11 (s výjimkou hostování v sezóně 2003/04). Po sestupu klubu do Serie B se Gillet stěhoval za 1,4 milionu eur do prvoligového celku Bologna FC 1909 , kde odehrál jednu sezónu 2011/12. Svými výkony pomohl klubu k 9. místu v lize.
5. července 2012 podepsal tříletou smlouvu s nováčkem Serie A Turínem FC. Ve 30. kole sezóny 2012/13 Serie A 30. března inkasoval v zápase s hostujícím celkem SSC Neapol 5 gólů, Turín FC prohrál 3:5.
16. července 2013 dostal od Italské fotbalové federace trest zákazu činnosti v délce trvání 43 měsíců kvůli ovlivňování výsledků během svého působení v AS Bari. Mimo něj dostalo trest dalších 19 osob. 24. ledna 2014 mu TNAS trest zkrátila na 13 měsíců (z nichž 5 již nehrál).
30. ledna 2015 přestoupil do Catanie, kde podepsal kontrakt do roku 2017. V létě 2015 odešel na hostování do belgického mužstva KV Mechelen. V 10. kole belgické ligy lapil 3 penalty Anderlechtu Brusel a výraznou měrou přispěl ke konečné remíze 1:1.

## Reprezentační kariéra

### Mládežnické reprezentace
Jean-François Gillet působil ve všech mládežnických reprezentacích Belgie včetně výběru do 21 let.
Mistrovství Evropy hráčů do 21 let 2002
S reprezentací do 21 let se zúčastnil Mistrovství Evropy hráčů do 21 let 2002 ve Švýcarsku, kde Belgie skončila se 3 body v základní skupině B na nepostupovém třetím místě za první Francií a druhou Českou republikou. V prvním zápase 16. května odchytal zápas proti Řecku, belgičtí mladíci porazili soupeře 2:1. Ve druhém utkání 19. května nastoupil se spoluhráči proti reprezentačnímu výběru České republiky, Belgie prohrála gólem Martina Jiránka 0:1. Třetí zápas absolvoval 21. května proti Francii, tentokrát Belgie prohrála 0:2.

### A-mužstvo
V A-mužstvu Belgie debutoval 5. září 2009 ve věku 30 let v kvalifikačním zápase na MS 2010 proti domácímu Španělsku. Byla to hořká premiéra, neboť Španělé zvítězili suverénně 5:0.
6. února 2013 nastoupil v Bruggách proti hostujícímu Slovensku, Belgie zvítězila 2:1 gólem Driese Mertense z 90. minuty.
Trenér Marc Wilmots jej nominoval na EURO 2016 ve Francii, kde byli Belgičané vyřazeni ve čtvrtfinále Walesem po porážce 1:3. Gillet byl náhradním brankářem a nenastoupil v žádném z pěti zápasů svého mužstva na šampionátu, brankářskou jedničkou byl Thibaut Courtois.